# Grand Prix Hassan II 2012 - Qualificazioni singolare
Le qualificazioni del singolare  del Grand Prix Hassan II 2012 sono state un torneo di tennis preliminare per accedere alla fase finale della manifestazione. I vincitori dell'ultimo turno sono entrati di diritto nel tabellone principale. In caso di ritiro di uno o più giocatori aventi diritto a questi sono subentrati i lucky loser, ossia i giocatori che hanno perso nell'ultimo turno ma che avevano una classifica più alta rispetto agli altri partecipanti che avevano comunque perso nel turno finale.

## Teste di serie
1. Michail Kukuškin (secondo turno)
2. Michael Berrer (primo turno)
3. Evgenij Donskoj (ultimo turno)
4. Dustin Brown (primo turno)

1. Federico Delbonis (Qualificato)
2. Roberto Bautista Agut (Qualificato)
3. Florent Serra (secondo turno)
4. Andrej Kuznecov (secondo turno)

### Qualificati
1. Lamine Ouahab
2. Federico Delbonis

1. Sergio Gutiérrez-Ferrol
2. Roberto Bautista Agut

## Tabellone

### Legenda
| - Q = Qualificato - WC = Wild card - LL = Lucky loser | - ALT = Alternate - SE = Special Exempt - PR = Protected Ranking | - w/o = Walkover - r = Ritirato - d = Squalificato |

### Sezione 1
|  | Primo turno    | Primo turno            | Primo turno            | Primo turno | Primo turno |  |  | Secondo turno | Secondo turno    | Secondo turno    | Secondo turno | Secondo turno |   |   | Ultimo turno   | Ultimo turno   | Ultimo turno | Ultimo turno | Ultimo turno |  |
|  |                |                        |                        |             |             |  |  |               |                  |                  |               |               |   |   |                |                |              |              |              |  |
|  | 1              | Michail Kukuškin       | Michail Kukuškin       | 6           | 6           |  |  |               |                  |                  |               |               |   |   |                |                |              |              |              |  |
|  | WC             | Abdelkader Benabdellah | Abdelkader Benabdellah | 2           | 1           |  |  | 1             | Michail Kukuškin | Michail Kukuškin | 67            | 6             |   |   |                |                |              |              |              |  |
|  | Reda Karakhi   | Reda Karakhi           | Reda Karakhi           | 1           | 1           |  |  |               | Martin Fischer   | Martin Fischer   | 7             | 7             |   |   |                |                |              |              |              |  |
|  | Martin Fischer | Martin Fischer         | Martin Fischer         | 6           | 6           |  |  |               |                  |                  |               |               |   |   | Martin Fischer | Martin Fischer | 7            | 3            | 3            |  |
|  | Omar Erramy    | Omar Erramy            | Omar Erramy            | 1           | 1           |  |  |               |                  | Lamine Ouahab    | Lamine Ouahab | 5             | 6 | 6 |                |                |              |              |              |  |
|  | Lamine Ouahab  | Lamine Ouahab          | Lamine Ouahab          | 6           | 6           |  |  |               | Lamine Ouahab    | Lamine Ouahab    | 7             | 6             |   |   |                |                |              |              |              |  |
|  |                | Rafael Mazón-Hernández | Rafael Mazón-Hernández | 2           | 4           |  |  | 7             | Florent Serra    | Florent Serra    | 63            | 2             |   |   |                |                |              |              |              |  |
|  | 7              | Florent Serra          | Florent Serra          | 6           | 6           |  |  |               |                  |                  |               |               |   |   |                |                |              |              |              |  |

### Sezione 2
|  | Primo turno              | Primo turno              | Primo turno              | Primo turno | Primo turno |  |  | Secondo turno    | Secondo turno     | Secondo turno     | Secondo turno     | Secondo turno     |   |   | Ultimo turno | Ultimo turno     | Ultimo turno     | Ultimo turno | Ultimo turno |  |
|  |                          |                          |                          |             |             |  |  |                  |                   |                   |                   |                   |   |   |              |                  |                  |              |              |  |
|  | 2                        | Michael Berrer           | 6                        | 0           | 2           |  |  |                  |                   |                   |                   |                   |   |   |              |                  |                  |              |              |  |
|  |                          | Matwé Middelkoop         | 4                        | 6           | 6           |  |  | Matwé Middelkoop | Matwé Middelkoop  | 1                 | 6                 | 4                 |   |   |              |                  |                  |              |              |  |
|  | WC                       | Mehdi Benhammou          | Mehdi Benhammou          | 0           | 1           |  |  | Nicolas Devilder | Nicolas Devilder  | 6                 | 4                 | 6                 |   |   |              |                  |                  |              |              |  |
|  |                          | Nicolas Devilder         | Nicolas Devilder         | 6           | 6           |  |  |                  |                   |                   |                   |                   |   |   |              | Nicolas Devilder | Nicolas Devilder | 2            | 3            |  |
|  | Adrián Menéndez Maceiras | Adrián Menéndez Maceiras | Adrián Menéndez Maceiras | 5           | 1           |  |  |                  |                   | 5                 | Federico Delbonis | Federico Delbonis | 6 | 6 |              |                  |                  |              |              |  |
|  | Alessio di Mauro         | Alessio di Mauro         | Alessio di Mauro         | 7           | 6           |  |  |                  | Alessio di Mauro  | Alessio di Mauro  | 1                 | 2                 |   |   |              |                  |                  |              |              |  |
|  |                          | Andrea Arnaboldi         | Andrea Arnaboldi         | 65          | 4           |  |  | 5                | Federico Delbonis | Federico Delbonis | 6                 | 6                 |   |   |              |                  |                  |              |              |  |
|  | 5                        | Federico Delbonis        | Federico Delbonis        | 7           | 6           |  |  |                  |                   |                   |                   |                   |   |   |              |                  |                  |              |              |  |

### Sezione 3
|  | Primo turno             | Primo turno             | Primo turno             | Primo turno | Primo turno |  |  | Secondo turno | Secondo turno           | Secondo turno           | Secondo turno           | Secondo turno |   |   | Ultimo turno | Ultimo turno    | Ultimo turno | Ultimo turno | Ultimo turno |  |
|  |                         |                         |                         |             |             |  |  |               |                         |                         |                         |               |   |   |              |                 |              |              |              |  |
|  | 3                       | Evgenij Donskoj         | Evgenij Donskoj         | 6           | 6           |  |  |               |                         |                         |                         |               |   |   |              |                 |              |              |              |  |
|  |                         | José Checa-Calvo        | José Checa-Calvo        | 4           | 3           |  |  | 3             | Evgenij Donskoj         | 4                       | 7                       | 6             |   |   |              |                 |              |              |              |  |
|  | Nikola Mektić           | Nikola Mektić           | 6                       | 65          | 6           |  |  |               | Nikola Mektić           | 6                       | 65                      | 3             |   |   |              |                 |              |              |              |  |
|  | Miliaan Niesten         | Miliaan Niesten         | 3                       | 7           | 2           |  |  |               |                         |                         |                         |               |   |   | 3            | Evgenij Donskoj | 6            | 2            | 5            |  |
|  | Iván Navarro            | Iván Navarro            | Iván Navarro            | 1           | r           |  |  |               |                         |                         | Sergio Gutiérrez-Ferrol | 4             | 6 | 7 |              |                 |              |              |              |  |
|  | Sergio Gutiérrez-Ferrol | Sergio Gutiérrez-Ferrol | Sergio Gutiérrez-Ferrol | 4           |             |  |  |               | Sergio Gutiérrez-Ferrol | Sergio Gutiérrez-Ferrol | 6                       | 6             |   |   |              |                 |              |              |              |  |
|  | WC                      | Ayoub Chakrouni         | Ayoub Chakrouni         | 0           | 1           |  |  | 8             | Andrej Kuznecov         | Andrej Kuznecov         | 1                       | 4             |   |   |              |                 |              |              |              |  |
|  | 8                       | Andrej Kuznecov         | Andrej Kuznecov         | 6           | 6           |  |  |               |                         |                         |                         |               |   |   |              |                 |              |              |              |  |

### Sezione 4
|  | Primo turno   | Primo turno           | Primo turno           | Primo turno           | Primo turno |  |  | Secondo turno   | Secondo turno         | Secondo turno         | Secondo turno         | Secondo turno         |   |   | Ultimo turno | Ultimo turno    | Ultimo turno    | Ultimo turno | Ultimo turno |  |
|  |               |                       |                       |                       |             |  |  |                 |                       |                       |                       |                       |   |   |              |                 |                 |              |              |  |
|  | 4             | Dustin Brown          | Dustin Brown          | 5                     | 5           |  |  |                 |                       |                       |                       |                       |   |   |              |                 |                 |              |              |  |
|  |               | Íñigo Cervantes       | Íñigo Cervantes       | 7                     | 7           |  |  | Íñigo Cervantes | Íñigo Cervantes       | Íñigo Cervantes       | 6                     | 7                     |   |   |              |                 |                 |              |              |  |
|  | Michail Elgin | Michail Elgin         | Michail Elgin         | 6                     | 6           |  |  | Michail Elgin   | Michail Elgin         | Michail Elgin         | 2                     | 5                     |   |   |              |                 |                 |              |              |  |
|  | André Sá      | André Sá              | André Sá              | 3                     | 1           |  |  |                 |                       |                       |                       |                       |   |   |              | Íñigo Cervantes | Íñigo Cervantes | 3            | 3            |  |
|  | WC            | Khalid Allouch        | Khalid Allouch        | 1                     | 1           |  |  |                 |                       | 6                     | Roberto Bautista Agut | Roberto Bautista Agut | 6 | 6 |              |                 |                 |              |              |  |
|  |               | Evgenij Korolëv       | Evgenij Korolëv       | 6                     | 6           |  |  |                 | Evgenij Korolëv       | Evgenij Korolëv       | 1                     | 1                     |   |   |              |                 |                 |              |              |  |
|  |               | Eric Scherer          | Eric Scherer          | Eric Scherer          |             |  |  | 6               | Roberto Bautista Agut | Roberto Bautista Agut | 6                     | 6                     |   |   |              |                 |                 |              |              |  |
|  | 6             | Roberto Bautista Agut | Roberto Bautista Agut | Roberto Bautista Agut | w/o         |  |  |                 |                       |                       |                       |                       |   |   |              |                 |                 |              |              |  |